# Jaquimeyes
Jaquimeyes è un comune della Repubblica Dominicana di 3.984 abitanti, situato nella Provincia di Barahona. Comprende, oltre al capoluogo, un distretto municipale: Palo Alto.